# Teorema de Sonnenschein–Mantel–Debreu
O teorema de Sonnenschein–Mantel–Debreu  (nomeado após Gérard Debreu, Rolf Mantel [es], e Hugo F. Sonnenschein) é um resultado em economia de equilíbrio geral. Ele afirma que a função excesso de demanda para uma economia não é restringida pelas usuais restrições de racionalidade sobre demandas individuais na economia. Assim, premissas de racionalidade microeconômicas não tem implicações macroeconômicas equivalentes. As principais implicações do teorema são que, com muitos mercados interdependentes dentro da economia, pode não existir um único ponto de equilíbrio. Frank Hahn considerou o teorema como a crítica mais perigosa contra economia ortodoxa micro-fundamentada.

## Declaração do teorema
Formalmente, o teorema afirma que a função Walrasiana de excesso de demanda agregada herda apenas certas propriedades de excesso de demanda individuais:
- Continuidade
- Homogeneidade de grau zero,
- Lei de Walras, e
- condição de contorno assegurando que, a medida que os preços se aproximam de zero, a demanda torna-se grande, mas não vai ao infinito.

Estas propriedades herdadas não são suficientes para garantir que a função excesso de demanda agregada obedece o axioma fraco de preferência revelada. A consequência disto é que a singularidade do equilíbrio não é garantida : a função excesso de demanda pode ter mais de uma raiz – mais de um vetor de preço no qual ele é zero (a definição padrão de equilíbrio neste contexto).
A gama de implicações não é, entretanto, limitada apenas à ausência de singularidade: "Há problemas com o estabelecimento de resultados gerais sobre singularidade (Ingrao e Israel 1990,cap. 11; Kehoe 1985, 1991; Mas-Colell 1991), estabilidade (Sonnenschein 1973; Ingrao e Israel 1990, cap. 12; Rizvi 1990, 94–144), estática comparativa (Kehoe 1985; Nachbar 2002, 2004), identificação na econometria (Stoker 1984a, 1984b), micro-fundamentos de macroeconomia (Kirman 1992; Rizvi 1994b), e fundamentos de equilíbrio geral imperfeitamente competitivo (Roberts e Sonnenschein 1977; Grodal 1996). Sub campos da economia que dependiam do excesso de demanda agregada bem-comportado para grande parte do seu desenvolvimento teórico, tal como a economia internacional, também foram deixados na mão (Kemp e Shimomura 2002)."
Ocasionalmente, o teorema de Sonnenschein–Mantel–Debreu é referido como o “Teorema do Vale Tudo”.

## Explicação
A razão para o resultado é a presença de efeitos riqueza. Uma mudança em um preço de um bem em particular tem duas consequências. Primeiro, o bem em questão é mais barato ou mais caro relativo a todos os outros bens, o que tende a aumentar ou diminuir a demanda para esse bem, respectivamente - isto é chamado efeito substituição. Por outro lado, a mudança de preço também afeta a riqueza real dos consumidores na sociedade, fazendo alguns mais ricos e outros mais pobres, o que dependendo de suas preferências fará alguns demandarem mais do bem e alguns menos - o efeito riqueza. Os dois fenômenos podem trabalhar em direções opostas ou de reforço, o que significa que mais de um conjunto de preços podem equilibrar todos os mercados simultaneamente.
Em termos matemáticos, o número de equações é igual ao número de funções excesso de demanda individuais, que por sua vez, iguala-se ao número de preços a serem resolvidos. Pela lei de Walras, se todas menos uma das demandas em excesso é zero, então a última tem que ser zero também. Isto significa que há uma equação redundante e podemos normalizar um dos preços ou uma combinação de todos os preços (em outras palavras, apenas os preços relativos são determinados; não o nível de preços absoluto). Tendo feito isso, o número de equações iguala-se ao número de incógnitas e temos um sistema determinado. Entretanto, como as equações são não-lineares não há garantia de uma única solução. Além disso, embora premissas razoáveis possam garantir que as funções excesso de demanda individuais tenham uma única raiz, estas premissas não garantem que a demanda agregada também o faça.
Há várias coisas a serem notadas. Primeiro, embora possam haver múltiplos equilíbrios, todo equilíbrio ainda é garantido, sob pressupostos padrão, para ser Pareto eficiente. Entretanto, os diferentes equilíbrios são suscetíveis de ter diferentes implicações distribucionais e podem ser classificados por qualquer função de bem-estar social dada. Segundo, pelo Teorema de Poincaré-Hopf, em economias regulares o número de equilíbrios será finito e todos eles serão localmente únicos. Isso significa que a estática comparativa, ou a análise de como o equilíbrio muda quando há choques à economia, ainda pode ser relevante desde que os choques não sejam muitos grandes. Mas isso deixa a questão da estabilidade do equilíbrio sem resposta como um ponto de vista de estática comparativa não permite que se saiba o que acontece quando se move de um equilíbrio : não se tem razão para mudar para um novo.
Alguns críticos tem tomado o teorema no sentido de que a análise de equilíbrio geral não pode ser aplicada de forma útil ao entendimento de economias da vida real, uma vez que faz previsões imprecisas.(por isso a alcunha “Anything Goes”). Outros contra-argumentam que não há uma razão a priori  pela qual deve-se esperar que uma economia da vida tenha uma único equilíbrio e, portanto, a possibilidade de múltiplos resultados é, de fato, uma característica realista da teoria [carece de fontes?], com a ressalva de que ainda é possível analisar choques locais em um ponto de vista de 'estática comparativa'.

## Extensão a mercados incompletos
A extensão a mercados incompletos foi conjecturada primeiro por Andreu Mas-Colell em 1986. Para fazer isso ele observa que a Lei de Walras e a Homogeneidade de grau zero podem ser entendidas como o fato de que o excesso de demanda só depende do orçamento definido em si. Portanto, a homogeneidade está apenas dizendo que o excesso de demanda é o mesmo se os  orçamentos definidos forem os mesmos. Esta formulação estende-se a mercados incompletos O mesmo ocorre com a Lei de Walras se vista como viabilidade orçamentária da função excesso de demanda. O primeiro tipo de Sonnenschein–Mantel–Debreu de mercados incompletos de resultados foi obtido por Jean-Marc Bottazzi e Thorsten Hens (1996). Outras obras expandiram o tipo de ativo para além das populares estruturas de ativos reais como Chiappori e Ekland (1999). Todos esses resultados são locais.
Finalmente, Takeshi Momi (2003) estendeu a abordagem por Bottazzi e Hens como um resultado global.